# Jungfrau
Jungfrau (română Fecioara) este unul dintre cei mai renumiți munți din Elveția. Are altitudinea de 4.158,2 m deasupra n.m., fiind al treilea munte ca înălțime din Alpii Bernezi. Împreună cu munții Eiger și Mönch formează un trio muntos marcant. La 13 decembrie 2001 muntele Jungfrau a fost declarat ca patrimoniu mondial UNESCO, împreună cu regiunea din sud numită Jungfrau-Aletsch-Bietschhorn.

## Așezare
Granița dintre cantoanele Berna și Wallis trece peste vârful muntelui. Muntele are chipuri diferite în funcție de unghiul de unde este privit. Astfel, privit din nord sau nord-vest se vede partea lui așa numită „feminină” (frumoasă) (Wengen-Jungfrau, Schneehorn și Schwarzmönch), iar văzut din vest se înalță cu 3.250 m peste valea Lauterbrunn, fiind lipsit de ghețari dar deosebit de impozant. Peretele de sud se ridică peste ghețarul Rottal, iar cel de est peste șaua  Jungfraujoch.

## Geologie
Muntele Jungfrau are o structură petrografică formată din roci calcaroase de vârstă mezozoică. Poalele muntelui în valea Lauterbrunn este constitută din roci din grupa cristalinului, ca marmora sau gneisurile, peste care s-au suprapus calcarele, în timp ce în regiunea piscurilor s-au suprapus magmatitele ca de ex. riolitul.

## Istoric
Prima escaladare a muntelui a fost realizată la data de 3 august 1811 de către Hieronymus Meyer, condus de ghizii alpini Joseph Bortis și Alois Volker. În vorbirea populară a apărut zicala „Fecioara neprihănită a devenit madam Meyer”.
Escaladări clasice: 
- din nord, ruta Guggi peste ghețarul Kühlau și muntele Silberhorn,
- din NV, peste creasta Rotbrettgrat și Silberhorn,
- din SV, pe mijlocul crestei Rottalgrat,
- din S, cale normală peste șaua Rottal,
- de la șaua Jungfraujoch pe creasta de NE

La data de 12 iulie 2007 șase recruți aparținând trupelor de munte „RS Andermatt” s-au prăbușit 1.000 m în jos pe ghețarul Rottal; cauza acestui accident mortal n-a putut fi clarificată.
Planul de a construi pe munte o cale ferată alpină a fost abandonat. Pe creasta de NE a fost montată o antenă pentru telecomunicații.

## Galerie

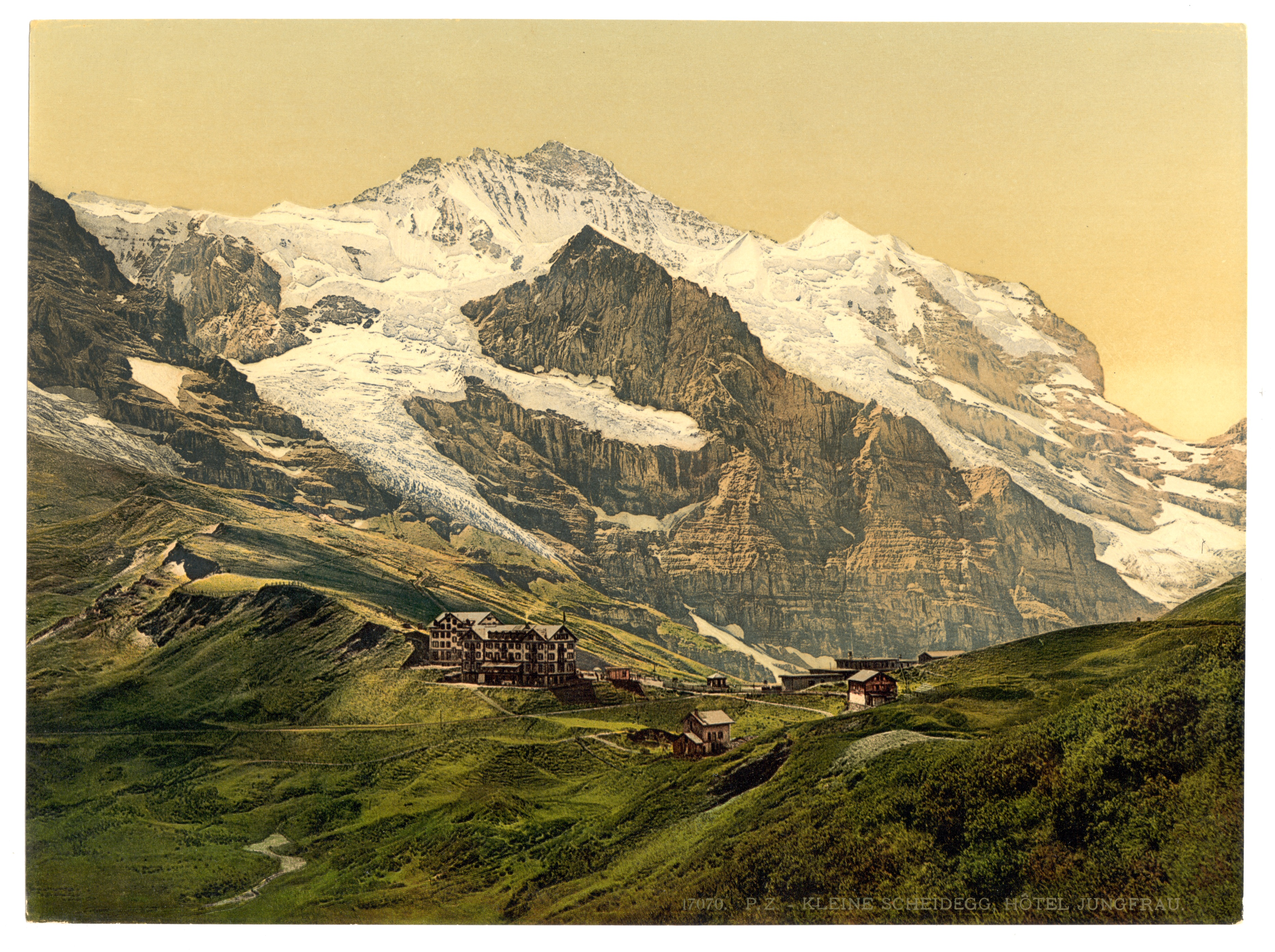
Jungfrau şi Kleine Scheidegg, anul 1900
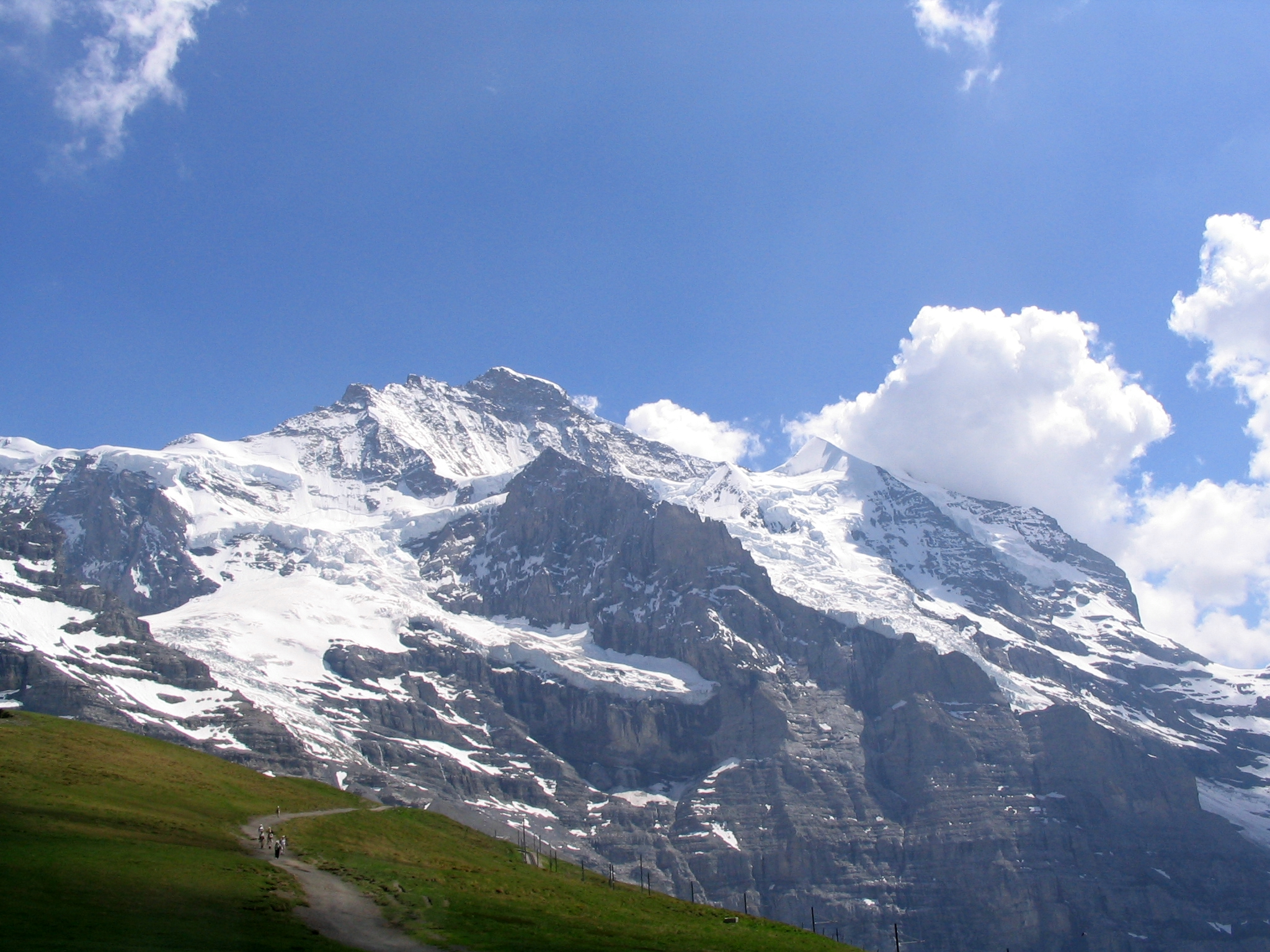
Partea de nord Kleine Scheidegg
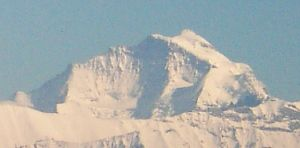
Jungfrau văzut din oraşul Thun
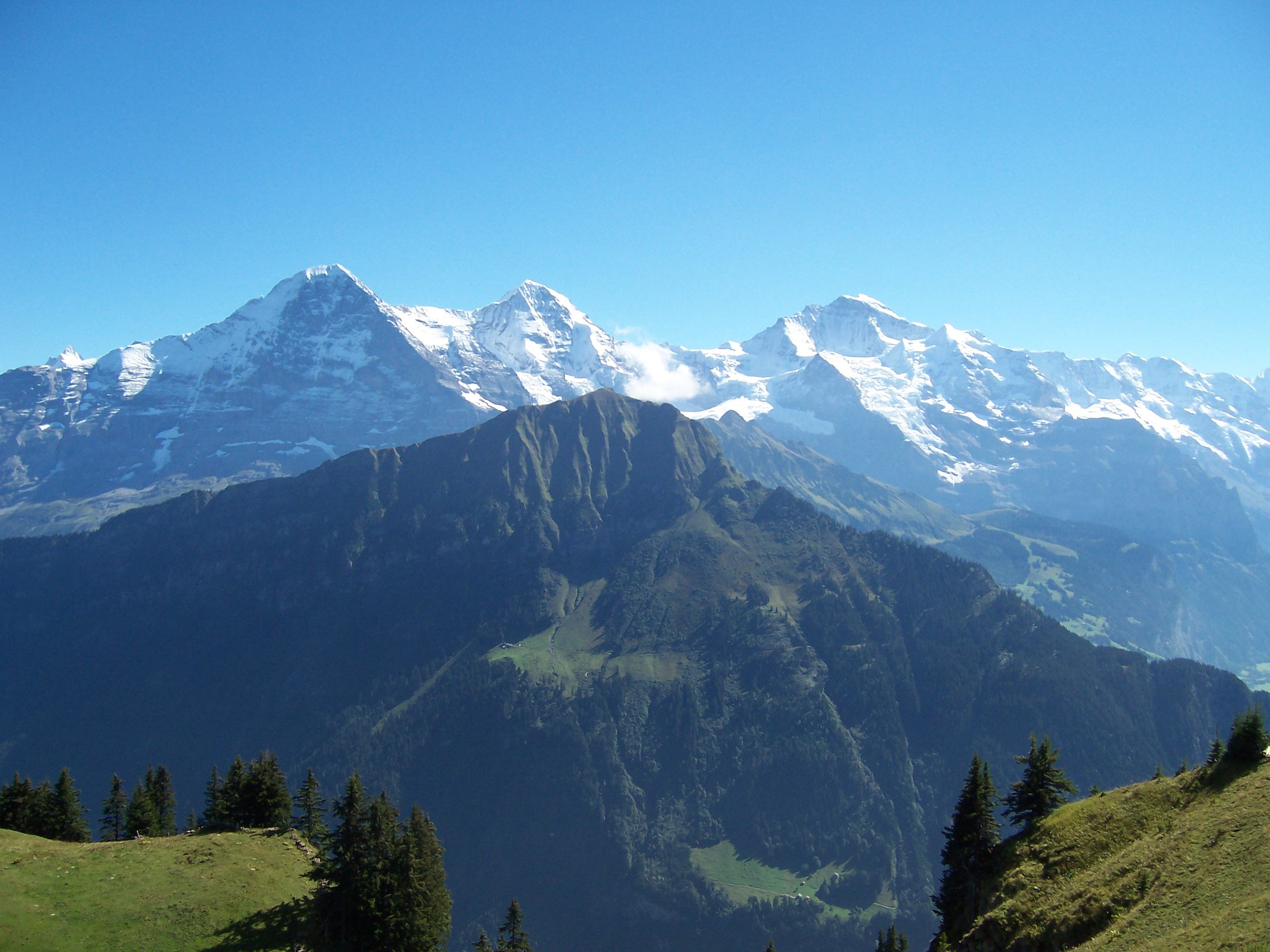
Eiger, Mönch şi Jungfrau cu Männlichen